# Avraham Schalom
Avraham Schalom Ben-Dor (hebräisch אברהם שלום בנדור, englische Transkription Avraham Shalom Ben-Dor; * 7. Juli 1928 in Wien; † 19. Juni 2014 in Tel Aviv) war ein israelischer Nachrichtendienstoffizier und von 1981 bis 1986 Chef des israelischen Inlandsgeheimdienstes Schin Bet.

## Frühe Jahre
1946 trat er in den Palmach ein und kämpfte in der Schlacht von Mischmar haEmek im ersten arabisch-israelischen Krieg. 1950 begann er beim Schin Bet zu arbeiten, dessen Direktor er 1980 wurde.

## Kav-300-Affäre
Am Abend des 12. April 1984 wurde ein israelischer Egged-Bus der Linie 300 (hebr. קו 300 / kav 300) Tel Aviv – Ashkelon von Palästinensern entführt und die 41 Passagiere als Geiseln genommen. Der Bus wurde in den Gazastreifen Richtung Ägypten dirigiert, aber vor der Grenze bei Dair al-Balah durch Beschuss der Reifen gestoppt. Die Entführer forderten die Freilassung von 500 Gefangenen und freies Geleit nach Ägypten. Bei der am folgenden Morgen durchgeführten Befreiungsaktion konnten die Entführer überwältigt werden. Dabei wurden nach offiziellen Angaben alle vier Busentführer getötet. Danach tauchten – wegen der israelischen Zensur nur in ausländischen Medien – Fotos auf, die zwei Entführer lebend und in guter Verfassung nach ihrer Gefangennahme zeigten. Nachdem diese Information erst eine Woche später durch das nicht verbotene Zitieren eines Artikels der New York Times in einer israelischen Zeitung veröffentlicht worden war, wurden Untersuchungen über den tatsächlichen Ablauf eingeleitet. Es stellte sich heraus, dass Brigadegeneral Jitzchak Mordechai die beiden Gefangenen verhört und dann Schin-Bet-Agenten übergeben hatte. Diese ermordeten die Gefangenen – angeblich auf Veranlassung Schaloms.
Schalom jedoch beschuldigte Mordechai, für die Morde verantwortlich zu sein. 1985 wurde General Mordechai vor einem Gericht dazu befragt.
Staatspräsident Chaim Herzog begnadigte Schalom und vier weitere Schin-Bet-Agenten.
Schalom äußerte sich zu der Affäre 2012 erstmals öffentlich im Dokumentarfilm Töte zuerst (engl. The Gatekeepers) des israelischen Filmregisseurs Dror Moreh. Anfang 2013 kam der Film in die israelischen Kinos und wurde im März 2013 vom französisch-deutschen Fernsehsender arte und von der ARD ausgestrahlt. In dem Film machte er die Armee für den schlechten Zustand („halb-tot“) der beiden Gefangenen bei der Übergabe an den Schin Beth verantwortlich, seine Agenten hätten ihnen „nur mehr den Rest“ gegeben. Diese Anweisung habe er gegeben, um einen medienwirksamen Terroristen-Prozess zu verhindern.